# David Char
David Char Navas (Barranquilla, Atlántico; ) es un político colombiano miembro del Cambio Radical
y ha sido elegido por elección popular para integrar el Senado y la Cámara de Representantes de Colombia. En 2019, durante la primera sesión de audiencia de la Jurisdicción especial de Paz, confesó haber participado en compra de votos y su alianza con el Bloque Norte de las Autodefensas Unidas de Colombia.

## Carrera profesional
Char Navas es dueño de Inversiones Los Ángeles Ltda., y además sobrino de Fuad Char.

## Congresista de Colombia
En las elecciones legislativas de Colombia de 2006, Char Navas fue elegido senador de la república de Colombia con un total de 28.062 votos. En las elecciones legislativas de Colombia de 2002, Char Navas fue elegido miembro de la Cámara de Representantes de Colombia con un total de 38.768 votos.

### Iniciativas
El legado legislativo de David Char Navas se identificó por su participación en las siguientes iniciativas desde el congreso:

- Crear tarifas especiales para los estudiantes y personas de la tercera edad en que utilicen servicios públicos de transporte masivo de pasajeros en Colombia.[4]
- Asegurar la prestación eficiente y continua de los servicios públicos, los que se prestarán por cada municipio cuando las características técnicas, económicas y las conveniencias generales lo permitan.[5]
- El Departamento del Amazonas tendría una legislación especial en materia ambiental, turística, cultural, administrativa, aduanera, tributaria, fiscal, de comercio y de fomento económico (Retirado).[6]
- Realizar un cambio profundo en la estructura constitucional colombiana, al establecer una excepción a la prohibición para la imposición de prisión perpetua (Retirado).[7]
- Autorizar la emisión de la estampilla pro-hospitales pùblicos de los distritos y municipios de Colombia (Archivado).[8]

## Carrera política
Su trayectoria política se ha identificado por:

### Partidos políticos
A lo largo de su carrera ha representado los siguientes partidos:
| Partido político | Fecha Inicio        | Fecha Fin           |
| Cambio Radical   | 2 de agosto de 2005 |                     |
| Partido Liberal  | 20 de julio de 2002 | 1 de agosto de 2005 |

### Cargos públicos
Entre los cargos públicos ocupados por David Char Navas, se identifican:
| Cargo público             | Partido político | Fecha Inicio        | Fecha Fin           |
| Senador de la República   | Cambio Radical   | 20 de julio de 2006 | 19 de julio de 2010 |
| Representante a la Cámara | Partido Liberal  | 20 de julio de 2002 | 19 de julio de 2006 |

## Vínculos con paramilitares
El 20 de septiembre de 2019, Char leyó un reconocimiento en su primera Audiencia de Aporte a la Verdad, en la Jurisdicción Especial para la Paz en donde afirmó lo siguiente: 
«Reconozco que en mi tiempo permití que el Bloque Norte de las AUC accediera a mi actividad política para las elecciones al Senado 2006 y 2010. Reconozco que me reuní con Carlos Mario García, alias 'el médico' y Édgar Ignacio Fierro, alias 'Don Antonio. Mi relación con las AUC contribuyó a la expansión del grupo. Decidí apoyar a un grupo paramilitar que causó daños en todos los niveles De todo esto me arrepiento. Yo tenía la posibilidad de denunciar a este grupo y antepuse mis intereses personales. Fui egoísta al aceptar el ofrecimiento que me hicieron en 2015. Fallé como político y como jefe de esta sociedad«